# Vest Armenia Fowtbolayin Akowmb
Il Vest Armenia Fowtbolayin Akowmb, (in armeno Ֆուտբոլային Ակումբ Վեստ Արմենիա), noto semplicemente come West Armenia, è una società calcistica armena con sede nella città di Erevan.

## Storia
Il club è stato fondato ufficialmente il 13 giugno 2019 da Vahe Stepanyan, ed è stato iscritto all'Araǰin Xowmb, la seconda serie del campionato armeno.
Nell'estate del 2021, dopo due stagioni in seconda serie, il club non si iscrive al campionato per motivi finanziari.
L'estate successiva, dopo una sola stagione di assenza, il club si iscrive nuovamente alla seconda serie. Nel maggio del 2023, vince il campionato e ottiene la sua prima promozione alla massima serie armena.

## Palmarès

### Competizioni nazionali
- Araǰin Xowmb: 1

2022-2023

## Organico

### Rosa 2022-2023
| N. |                    | Ruolo | Calciatore           |
| -- | ------------------ | ----- | -------------------- |
|    | Armenia (bandiera) |       | Gagik Daghbashyan    |
|    | Armenia (bandiera) |       | Artyom Gevorkyan     |
|    | Armenia (bandiera) |       | Erik Soghomonyan     |
|    | Armenia (bandiera) |       | Anushavan Tarverdyan |
|    | Armenia (bandiera) |       | Khachatur Manukyan   |
|    | Armenia (bandiera) |       | Artur Miroyan        |
|    | Armenia (bandiera) |       | David Ghandilyan     |
|    | Armenia (bandiera) |       | David Margaryan      |
|    | Armenia (bandiera) |       | Vahe Chopuryan       |
|    | Armenia (bandiera) |       | Karapet Manukyan     |
|    | Armenia (bandiera) |       | Sargis Metoyan       |

| N. |                    | Ruolo | Calciatore          |
| -- | ------------------ | ----- | ------------------- |
|    | Armenia (bandiera) |       | Edmon Movsisyan     |
|    | Armenia (bandiera) |       | Mher Sahakyan       |
|    | Armenia (bandiera) |       | Hayk Sargsyan       |
|    | Armenia (bandiera) |       | Patvakan Maghtesyan |
|    | Russia (bandiera)  |       | Karen Khatuyev      |
|    | Armenia (bandiera) |       | Yeprem Sahakyan     |
|    | Armenia (bandiera) |       | David Grigoryan     |
|    | Armenia (bandiera) |       | Aghasi Yeghiazaryan |
|    | Armenia (bandiera) |       | Stepan Sahradyan    |
|    | Armenia (bandiera) |       | Mamikon Dermenjyan  |
|    | Armenia (bandiera) |       | Surik Zaqaryan      |